# Tanjung Nibung
Tanjung Nibung is een bestuurslaag in het regentschap Lahat van de provincie Zuid-Sumatra, Indonesië. Tanjung Nibung telt 412 inwoners (volkstelling 2010).